# Budo-Litkî, Luhînî
Budo-Litkî (în ucraineană Будо-Літки) este localitatea de reședință a comunei Budo-Litkî din raionul Luhînî, regiunea Jîtomîr, Ucraina.

## Demografie
Componența lingvistică a localității Budo-Litkî
     Ucraineană (96,33%)
     Rusă (2,75%)
     Alte limbi (0,46%)
Conform recensământului din 2001, majoritatea populației localității Budo-Litkî era vorbitoare de ucraineană (96,33%), existând în minoritate și vorbitori de rusă (2,75%).